# 阿曼国庆日
国庆日（阿拉伯语：‎，羅馬化：alyawm alwataniu aleumaniu），又译作国庆节，为每年的11月18日，是亚洲国家阿曼苏丹国的国庆节日。阿曼国庆日同时也是该国前苏丹卡布斯·本·赛义德的生日。

## 历史
阿曼是阿拉伯半岛最古老的国家之一，11世纪末首次独立建国，历史上曾遭波斯帝国、葡萄牙和英国的统治。近代阿曼曾分裂为两个国家，1967年，马斯喀特苏丹国苏丹赛义德·本·泰穆尔在英国支持下统一阿曼并改国名为马斯喀特和阿曼苏丹国，后改国号为阿曼苏丹国。然而，泰穆尔的统治理念与其独子卡布斯·本·赛义德不合，卡布斯亦曾长期遭到父亲的软禁，1970年7月23日，卡布斯在他母亲的支持协助下推翻泰穆尔的统治，并自该年起将每年卡布斯的生日定为国庆日。2025年是第55个阿曼国庆日。

## 庆祝活动
在国庆日这一天，阿曼全国放假，国庆日的庆祝活动则包括游行、烟花、赛骆驼、马展等。此外，阿曼政府会举行阅兵仪式，阿曼武装力量将到场接受苏丹的检阅。